# Karkkila
Karkkila (in svedese Högfors) è una città finlandese di 8603 abitanti, situata nella regione dell'Uusimaa.

## Società

### Lingue e dialetti
Il finlandese è l'unica lingua ufficiale di Karkkila.
| %     | Ripartizione linguistica (gruppi principali) |
| ----- | -------------------------------------------- |
| 0,9%  | madrelingua svedese                          |
| 94,6% | madrelingua finlandese                       |

## Amministrazione

### Gemellaggi
- Altea, Spagna
- Bad Kötzting, Germania
- Bellagio, Italia
- Bundoran, Irlanda
- Chojna, Polonia
- Granville, Francia
- Holstebro, Danimarca
- Houffalize, Belgio

- Judenburg, Austria
- Kőszeg, Ungheria
- Marsascala, Malta
- Meerssen, Paesi Bassi
- Niederanven, Lussemburgo
- Oxelösund, Svezia
- Preveza, Grecia

- Prienai, Lituania
- Sesimbra, Portogallo
- Sherborne, Inghilterra
- Sigulda, Lettonia
- Sušice, Repubblica Ceca
- Türi, Estonia
- Zvolen, Slovacchia